# سربازان سگی
سربازان سگی (به انگلیسی: Dog Soldiers) عنوان فیلمی ترسناک به کارگردانی نیل مارشال می‌باشد که در دهم مه سال ۲۰۰۲ منتشر شد. این فیلم محصول بریتانیا، لوکزامبورگ و آمریکا است

## داستان
چندین سرباز در جنگلی گرفتار می‌شوند. شب هنگام گرگینه‌ها به سراغشان می‌آیند. سربازان به کلبه‌ای پناه می‌برند اما آنجا، جای امنی نیست…